# 41 Afdeling Artillerie
41 Afdeling Artillerie is een artillerie-eenheid van de Koninklijke Landmacht en onderdeel van het Vuursteun Commando. Van 1 november 1952 tot 1 juli 2005 was de eenheid actief onder de naam 41e Afdeling Veldartillerie (41 Afdva), na 14 jaar inactiviteit werd de eenheid op 18 januari 2019 geheractiveerd. Aanvankelijk was de afdeling gelegerd in Nederland; vanaf 1966 in Seedorf, Duitsland. Sinds 2019 is de afdeling gehuisvest op de Legerplaats bij Oldebroek. 

## Geschiedenis
De 41e Afdeling Veldartillerie werd op 1 november 1952 opgericht op de Margrietkazerne te Wezep. De afdeling was in die tijd uitgerust met 25-ponder kanonnen. In 1956 verhuisde de afdeling naar Legerplaats 't Harde, de huidige Luitenant-kolonel Tonnetkazerne.
In 1965 werden de 25-ponder kanonnen vervangen door gemechaniseerde houwitsers AMX-PRA, die in 1969 werden vervangen door gemechaniseerde houwitsers M109.
In 1966 werd de afdeling toegevoegd aan de reeds in Duitsland gelegerde 41e Pantserbrigade.
In de jaren 90 van de 20e eeuw nam de afdeling deel aan diverse uitzendingen, onder andere naar Bosnië , Kosovo en Irak.
Ten gevolge van reorganisaties bij de Koninklijke Landmacht werd de afdeling op 1 juli 2005 op de Legerplaats bij Oldebroek opgeheven.
Op 18 januari 2019 is de 41e Afdeling Artillerie geheractiveerd c.q. opnieuw opgericht. Thuisbasis is Legerplaats bij Oldebroek. Met haar oprichting zijn zes PzH2000 uit de mottenballen gehaald en aan de operationele sterkte toegevoegd.
Op 30 april 2021 werd de nieuwe Delta-batterij officieel opgericht, dankzij een extra investering van het kabinet. De batterij is nog niet op volle vuurkracht, vandaar dat wordt gesproken van een ‘batterij-minus’. Beide andere batterijen die met de Pantserhouwitser werken hebben er elk 9, de Delta-batterij beschikt over 6 Pantserhouwitsers.

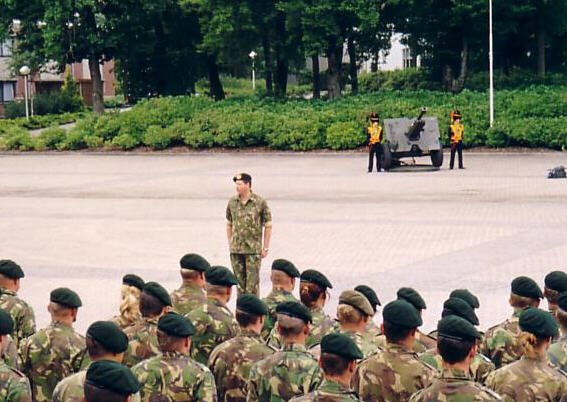
41e Afdeling Veldartillerie tijdens opheffingsceremonie, Legerplaats bij Oldebroek, 1 juli 2005

## Eenheden
Met de oprichting van  41 Afdeling Artillerie op 18 januari 2019, beschikt de landmacht weer over een zelfstandige artillerie-afdeling. De afdelingsstaf is sindsdien verantwoordelijk voor de planning en operationele aansturing van de vuursteunbatterijen, waar deze taak eerder belegd was bij de staf VustCo. De staf VustCo blijft verantwoordelijk voor het beheer en de aansturing van de Vuursteunschool en het Artillerie Schietkamp.
De 41 Afdeling Artillerie bestaat uit de volgende eenheden:
- 41 Afdeling Artillerie
  - Hoofdkwartier-batterij Korps Rijdende Artillerie
  - Alpha 'Wolven'-batterij Korps Veldartillerie: bestaande uit twee pelotons met elk vier Pantserhouwitsers en één reservestuk
  - Bravo 'Longhorns'-batterij Korps Veldartillerie: bestaande uit twee pelotons met elk vier Pantserhouwitsers en één reservestuk
  - Charlie 'Vikings'-batterij Korps Rijdende Artillerie: bestaande uit drie pelotons met elk vier 120mm Brandt Rayé
  - Delta-batterij Korps Rijdende Artillerie (in oprichting): bestaande uit twee pelotons met elk drie Pantserhouwitsers